# Estrongo Nachama
Pour les articles homonymes, voir Nachama.
Estrongo « Eto » Nachama, en grec Εστρουγκο Ναχαμα (né le 4 mai 1918 à Thessalonique, mort le 13 janvier 2000 à Berlin) est un chanteur grec puis hazzan de la communauté juive de Berlin.

## Biographie
Nachama est le fils du marchand de grain Menachem Nachama et sa femme Oro ; il vient d'une famille de Juifs Séfarades expulsés d'Espagne en 1492 et qui se sont enfuis vers l'Empire ottoman. Jusqu'à l'expropriation des biens juifs en Grèce pendant l'occupation allemande, les Nachama respectent les règles originaires d'Espagne.
Après avoir été à l'école primaire juive et au lycée français, Estrongo Nachama rejoint l'entreprise de son père et devient hazzan de la synagogue à Thessalonique. Lors de la Seconde Guerre mondiale, il rejoint l'armée grecque qui est défaite au printemps 1941.
Au printemps 1943, toute la famille Nachama est déportée à Auschwitz. Les parents d'Estrongo, ses sœurs Matilde et Signora et son épouse Regina sont tués. Le talent d'Estrongo Nachamas et sa voix de baryton impressionnent les prisonniers et les gardiens. Il est convaincu que le chant lui a permis de survivre non seulement à Auschwitz, mais aussi à la marche de la mort vers Sachsenhausen. Le 5 mai 1945, l'Armée rouge libère près de Nauen ; Estrongo Nachama considère cette date comme son « deuxième anniversaire ».
Estrongo Nachama retourne près de Berlin pour se soigner puis revenir à Thessalonique. Dans la confusion des premières semaines d'après-guerre, la mise en œuvre de ce projet est difficile. Il fait la connaissance de Lilli, une Allemande, qui sera son épouse. Grâce à elle, il fait la connaissance de la communauté juive de Berlin qui découvre son chant. Il rencontre Erich Nehlhans qui l'intègre dans les cérémonies.
La communauté berlinoise souhaite faire renaître le rite ashkénaze. Nachama découvre et s'adapte à cette nouvelle culture.
En 1948, la voix d'Estrongo Nachama se fait entendre pour le chabbat sur RIAS avec le chœur de chambre puis sur Deutschlandradio. Il devient ainsi connu des Berlinois non Juifs.
Il supervise également le culte des membres juifs des forces armées des États-Unis dans la synagogue de Hüttenweg. Sa nationalité grecque lui permet d'aller librement, même après la division de Berlin en 1961, dans la partie orientale de la ville et visiter la partie locale de la communauté, en particulier dans la synagogue de la Rykestraße et son chantre Leo Roth.
Grâce à plusieurs enregistrements (entre autres avec le RIAS Kammerchor) et des concerts en Europe, en Israël et aux États-Unis, Nachama gagne une célébrité internationale. Il se sert de cette célébrité pour la compréhension et la coopération entre les juifs et les chrétiens, le dialogue interreligieux. Il donnera ainsi l'un de ses derniers grands concerts en avril 1998 dans la cathédrale de Berlin.
Son fils Andreas sera rabbin.

## Source, notes et références
- (de) Cet article est partiellement ou en totalité issu de l’article de Wikipédia en allemand intitulé « Andreas Nachama » (voir la liste des auteurs).